# Krisna walkeri
Krisna walkeri är en insektsart som beskrevs av Metcalf 1955. Krisna walkeri ingår i släktet Krisna och familjen dvärgstritar. Inga underarter finns listade i Catalogue of Life.